# Hard Normal Daddy
Albums de Squarepusher
Feed Me Weird Things
(1996) Music Is Rotted One Note
(1998)
Singles
1. Vic Acid
Sortie : 31 mars 1997

Hard Normal Daddy est le deuxième album de Squarepusher et le premier sur le label Warp. L'album est sorti le 28 avril 1997,.

## Caractéristiques musicales
Pour AllMusic, qui lui attribue la note maximale, il s'agit d'un album « davantage réfléchi que les précédents, publiés chez Spymania et Rephlex, qu'il surpasse également sur les plans de la musicalité et du développement des morceaux. » Exclaim! estime également qu'il s'agit d'une des œuvres les « plus cohérentes, moins turbulentes au sein de la discographie de Squarepusher. » Le chroniqueur Daryl Keating ajoute que l'album, sorti « à une période où la popularité du drum and bass commençait à décliner, propose une vision intéressante à un genre en panne d'idées ».

## Liste des morceaux
| 1/A1.  | Coopers World     | 5:09 |
| 2/A2.  | Beep Street       | 6:37 |
| 3/A3.  | Rustic Raver      | 5:08 |
| 4/B1.  | Anirog D9         | 1:11 |
| 5/B2.  | Chin Hippy        | 3:16 |
| 6/B3.  | Papalon           | 8:10 |
| 7/C1.  | E8 Boogie         | 8:13 |
| 8/C2.  | Fat Contrôler     | 5:38 |
| 9/C3.  | Vic Acid          | 3:07 |
| 10/D1. | Male Pill Part 13 | 8:38 |
| 11/D2. | Rat/P's And Q's   | 4:33 |
| 12/D3. | Rebus             | 2:47 |
| 62:27  |                   |      |